# Luca Stella

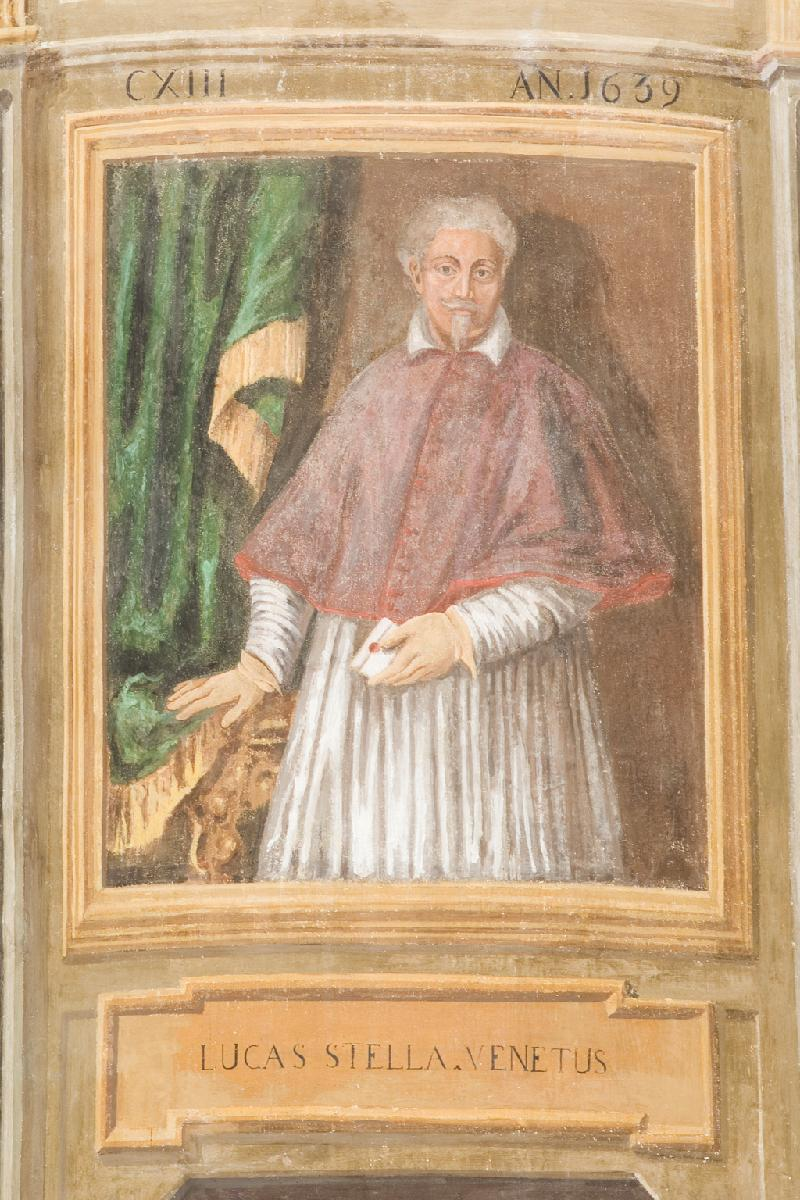
Aartsbisschop Stella van Padua; fresco in het bisschoppelijk paleis

Luca Stella (Venetië, eind 16e eeuw – Padua, 21 december 1641) was een Rooms prelaat in de republiek Venetië waaronder Venetiaanse kolonies overzee. In strijd met de kerkelijke regels slaagde Stella erin kerkelijke ambten en prebenden te combineren; dit kon door directe steun vanuit het dogepaleis van Venetië.

## Levensloop
Stella groeide op in een patriciërsfamilie in Venetië. Als jonge geestelijke startte hij zijn carrière aan het pauselijk hof in Rome, in de Pauselijke Staat. Hij werkte zowel in de Apostolische Kamer als in een pauselijke rechtbank als referendaris. Hij genoot de steun van paus Clemens VIII.
In 1609 werd hij, na beslissing van de Senaat van Venetië, benoemd tot bisschop van Rethymnon, een bisdom op het Griekse eiland Kreta dat de Venetianen bestuurden. Vervolgens werd hij aartsbisschop van Zadar in Venetiaans-Kroatië in 1615 en keerde in 1623 terug naar Kreta, ditmaal als metropolitaan aartsbisschop van Candia.
Na elf jaar verblijf in Kreta keerde Stella naar het Venetiaanse vasteland terug. Hij werd in 1632 bisschop van Vicenza, met persoonlijke titel van aartsbisschop. Er volgde nog een transfert naar het bisdom Padua in 1639, waar hij ook zijn aartsbisschoppelijke titel mocht houden. Het bisdom Padua ging door als een van de meest lucratieve Venetiaanse bisschopstronen omwille van het jaarinkomen van 24.000 dukaten. Hij stierf in Padua twee jaar later, in 1641.